# Augraben (Mailinger Bach)
Der Augraben ist ein rechter Zufluss des Mailinger Baches in Ingolstadt in Bayern.

## Verlauf
Der Augraben entsteht östlich von Buxheim aus dem Zusammenfluss von Breitwiesengraben und Lohgraben. Der etwa 1,6 km lange Breitwiesengraben entspringt an den Sportplätzen in Buxheim. Der Lohgraben ist etwa 1,5 km lang und hat seine Quelle am Buxheimer Feldberg (402,9 m). Ab dem Zusammenfluss der Bäche fließt der Augraben in südöstliche Richtung, unterquert die B 13 und erreicht den südlichen Ortsrand von Gaimersheim. Im weiteren Verlauf fließt der Augraben nach Ingolstadt und durch das Gelände der Audi AG. Bei Unterhaunstadt mündet er in den bis dorthin auch Retzgraben genannten Mailinger Bach. Dieser führt das Wasser drei Kilometer flussabwärts von Großmehring in die Donau.